# Adnotacja (Java)
Adnotacja w języku programowania Java – składniowa forma metadanej, która może zostać dodana do kodu źródłowego.
Klasy, metody, zmienne, parametry czy też moduły mogą zostać oznaczone adnotacjami. Tak jak tagi w dokumentacji Javy, adnotacje mogą być odczytywane z plików źródłowych, jednak w przeciwieństwie do nich, adnotacje mogą być wbudowane oraz odczytywane z plików o rozszerzeniu .class generowanych przez kompilator. Pozwala to na pozostawienie ich w kodzie przez maszynę wirtualną javy w trakcie wykonywania się programu, a następnie odczytanie ich za pomocą refleksji. Możliwe jest tworzenie meta-adnotacji z tych już istniejących w Javie.